# Gherardo di Giovanni di Miniato
Gherardo di Giovanni di Miniato (Firenze, 1445 circa – Firenze, 1497), talora erroneamente Gherardo di Giovanni del Fora, fu un artista rinascimentale italiano dedito alla miniatura, al mosaico, la pittura, la musica e l'umanesimo.

## Biografia
Gherardo nacque a Firenze nel 1445 o nel 1446; suo padre Nanni di Miniato di Gherardo (nato nel 1398) era uno "scharpellatore"; sua madre Domenica era figlia di un calzolaio di nome Bartolomeo.
Il padre era soprannominato "Fora" e tale soprannome è stato attribuito erroneamente da alcuni biografi anche a Gherardo e al fratello minore Monte (1448–1529). Per il «cervello soffistico», Gherardo attirò l'attenzione del Magnifico il quale lo affidò al Ghirlandaio; ebbe inoltre contatti col Poliziano che lo introdusse allo studio del latino. Vasari lo ricorda anche come valente organista. Fu organista di Santa Maria Nova e di Sant'Egidio dal 1470 al 1494.
Gherardo si dedicò all'arte della miniatura aprendo una bottega nei pressi di piazza San Pulinari a Firenze in società con i propri fratelli Bartolomeo e Monte; mentre Bartolomeo (nato nel 1444) si interessava degli aspetti economici, Gherardo e Monte furono impegnati in quelli artistici. La distinzione tra le opere dei due fratelli non è facile, a causa della collaborazione fra i due. Importante fu l'esecuzione del messale detto Messale di s. Egidio (oggi ms. 67 del Bargello di Firenze), databile agli anni 1474-76 per l'Ospedale di Santa Maria Nuova. I tre fratelli nel 1476 posero fine alla società e la bottega fu rilevata dal solo Gherardo.
Gherardo si dedicò anche alla pittura, sia ad affresco che su tavola. Nel 1474 affrescò la facciata della chiesa di Sant'Egidio raffigurandovi Papa Martino V che concede privilegi alla chiesa; l'affresco, staccato, fu restaurato pesantemente nel XVI secolo da Francesco Brini. Quel che resta avvalora l'ipotesi del Vasari di una vicinanza stilistica di Gherardo a Domenico Ghirlandaio. Anche numerose altre opere di Gherardo sono ormai perdute o gravemente danneggiate. Gherardo è identificato col cosiddetto "Maestro del Trionfo della Castità" autore della tavola eponima conservata nella Galleria Sabauda a Torino, del pannello con il Combattimento tra Amore e Castità (National Gallery di Londra) e di tre tavolette, conservate un tempo a Genova nella collezione Adorno e oggi disperse.
L'attività di Gherardo come mosaicista è testimoniata solo dalla decorazione della cappella di San Zanobi nella Cattedrale di Santa Maria del Fiore, commissionata il 18 maggio 1491, oltre che al nostro a Gherardo, a Domenico e David Ghirlandaio e a Botticelli. L'impresa venne tuttavia interrotta l'anno successivo; nel dicembre 1493 fu incaricata della decorazione a mosaico di una vela della cappella solo la bottega dei fratelli Gherardo e Monte, ma senza successo; si tentò quindi di riprendere i lavori nel 1504, ma Gherardo era ormai morto. È stata avanzata l'ipotesi di una partecipazione di Gherardo alla sola figura di San Zenobi, eseguita negli anni Novanta
Gherardo morì a Firenze nel 1497. Era ancora vivo nel 1495, quando Gherardo e Monte avevano confermato l'affitto della bottega di piazza San Pulinari, e nel gennaio del 1496 quando Gherardo aveva ricevuto l'onorario per alcune miniature dai monaci della Badia. Risulta già deceduto nel testamento di Monte, datato 5 luglio 1497; da un altro documento apprendiamo che il 5 agosto 1497 fu seppellito nella Basilica di Santa Croce.

## Opere (selezione)

### Miniature
- Messale di s. Egidio (1474-76), Museo nazionale del Bargello, Firenze (in collaborazion col fratello Monte), Ms.67[1].
- Cerimoniale dei vescovi (Biblioteca apostolica vaticana, Ottoboniano 501)[1].
- Omero (Biblioteca nazionale Vittorio Emanuele III di Napoli, ms. sq XXIII K22) stampato a Firenze nel 1488, dove viene ascritto a Gherardo il celebre Ritratto di Piero di Lorenzo de' Medici[9]
- Messale della Biblioteca Laurenziana di Firenze eseguito nel 1492 per il Duomo di Firenze insieme con altri tre codici oggi perduti[10]
- Codice K della Basilica di San Lorenzo a Firenze
- Miniature eseguite attorno al 1488, su commissione del re Mattia Corvino, in codici conservati oggi in varie biblioteche
- Numerose pagine del codice conservato nel Walters Art Museum di Baltimora (ms. 10.755)
- Graduale D della Biblioteca del Convento dell'Annunziata
- Breviario romano della British Library di Londra (Add. Mss. 29735)
- Plinio (Douce 310 della Bodleian Library di Oxford)
- il De Secundo bello punico di Livio, eseguito nel 1479 per Ferdinando d'Aragona, della Biblioteca universitaria di Valencia
- l'Achilleide di Stazio (oggi ms. 712 della Biblioteca Riccardiana di Firenze)
- Favole di Esopo (ms. Spencer 50 della New York Public Library)

### Dipinti
- Martino V concede privilegi alla chiesa di S. Egidio, affresco staccato (1474)
- Affresco per Santa Maria del Sasso di Bibbiena (1486)
- Madonna del Garullo (1487)
- Tabernacolo con Madonna e il Bambino in trono tra quattro santi sulla facciata dell'abitazione di Gherardo (angolo tra le attuali Via Cavour e Piazza San Marco)[11]
- Pitture ispirate al Triumphus Pudicitie di Pétrarca, raggruppati sotto il nome di «Maestro della Castità»
- Madonna nella Galleria nazionale d'arte antica a palazzo Barberini di Roma
- Pannello mutilo con Angeli, oggi nel Ringling Museum of Art a Sarasota (forse parte mancante della tavola di Roma)
- Tondo con la Madonna ed un Angelo che adorano il Bambino (Seattle, collezione Ivan Best)
- Tavola nella Galleria dell'Accademia di Firenze (inv. 8634)
- Vergine con Bambino nella collezione del National Trust a Upton House (Banbury, Oxfordshire)
- Maddalena tra i santi Pietro e Caterina da Siena nella Kress Study Collection a Brunswick